# 恩斯特·拜尔
恩斯特·拜尔（德語：Ernst Baier，1905年9月27日—2001年7月8日），德国男子花样滑冰运动员。他曾代表德国参加1932年和1936年冬季奥林匹克运动会花样滑冰比赛，共获得一枚金牌和一枚银牌。